# Bugyi (település)
Bugyi nagyközség Pest vármegyében, a Dabasi járásban. A település nevezetes a furcsa nevéről ami valószínűleg egy szláv személynévre eredeztethető vissza.

## Fekvése
Budapesttől délkeletre helyezkedik el, a Pesti-síkságon. Keleti része érinti a Csepeli-síkot, ami itt érintkezik a Pesti-hordalékkúpsíksággal, és a Kiskunsággal.
A települést elkerülik az országos főútvonalak és vasúthálózatok. A szomszédos települések: észak felől Alsónémedi, északkelet felől Ócsa (Felsőbabád), kelet felől Dabas Sári városrésze, délkelet felől Dabas, dél felől Kunpeszér és Kunszentmiklós, délnyugat felől Apaj, nyugat felől Kiskunlacháza és Délegyháza, északnyugat felől pedig Dunavarsány és Taksony.
Bugyi területe 11 558 hektár és hosszan elnyúló telepúlásszerkezettel rendelkezik, mely 2-8 km széles sávban 25 km hosszúságú. Ezen nagy kiterjedés oka, hogy valójában több korábbi falu (Bugyi, Vány, Ráda, Ürbő) és birtok területét foglalja magában.

### Megközelítése
Központján végighúzódik, annak főutcájaként, nagyjából északnyugat-délkeleti irányban a Budapest dél-pesti agglomerációjától (Taksonytól) Dabas központján át egészen Kecskemét északi határáig vezető 5202-es út, így ez az egyik legfontosabb közúti elérési útvonala. Kiskunlacháza felől az 5204-es, Kunpeszérről az 5206-os úton érhető el, Alsónémedi déli részével az 52 103-as, Ócsával pedig az 52 104-es számú mellékút köti össze; az 5207-es út a település központjának nyugati elkerülését szolgálja.
Az ország távolabbi részei felől az 5-ös vagy az 51-es főúton közelíthető meg a legegyszerűbben, az előbbiről felsőbabádi, utóbbiról – megközelítési iránytól függően – taksonyi vagy kiskunlacházi letéréssel. Vasútvonal nem érinti.

## Nevének eredete
Neve a Bud, Budi szláv személynévből ered. Első említése 1321-ből való Budymatheusfelde formában (Bugyi Máté földje). Az alapjául szolgáló személynév rövidüléssel keletkezett az egyik Budi- kezdetű szláv személynévből (Budimir, Budivoj, Budiszlav). Maga a budi szó szláv nyelveken „ébredj” jelentésű, de vonatkozhat valaminek az őrzésére, vigyázására, esetleg amellett történő virrasztásra.

## Története
1446-ban Bud néven szerepelt, ekkor Fejér vármegye solti járásához, 1507-ben pedig Bwgh alakban fordult elő, ekkor már Pest vármegyéhez tartozott.
1395-ben az Irsai, az Istvánházai Szentiváni és a Szentiváni Sáfár családok birtoka volt.
A török hódoltság alatt elpusztult és még az 1690-es összeírásban is az elpusztult helységek között szerepelt, csak a szatmári békekötés után, a falu akkori földesura Beleznay János telepítette be újra. 1728-ban a helység már betelepült, melyet "Sig. Bugyiense 1728" körirattal ellátott régi pecsétje is igazol.
Beleznay János 1730-ban állította fel az itteni reformátusok anyagyülekezetét. E gyülekezet azonban nem sokáig élhetett a szabad vallásgyakorlattal. 1761-ben a reformátusoktól a templomot elvették és a katolikusoknak adták át. Ekkor alakult a katolikus plébánia is. Anyakönyvei is ez évben kezdődnek. A reformátusok csak 1782-ben kezdték ismét nyilvánosan gyakorolni istentiszteletüket. Anyakönyveik 1783-tól vannak meg. 1770-ben az úrbéri rendezéskor 59 16/32 úrbértelket írtak itt össze. A határszabályozás és elkülönzés 1847-ben ment végbe. 1754-ben birtokosai Kovács Antal, Beleznay János, Rodl György és Emődy Mátyás voltak.
1773. szeptember 12-ére gróf Beleznay Miklós református egyházi gyűlést hívott egybe a helységbe, mely a dunamelléki református egyházkerületben a konventi gyűlések tartását elhatározta és szervezte. 1773. okt. 11. Vattay Pál és társai Mária Terézia elé terjesztik az országos jelentőségű ág. evangélikusok bugyi conferencia végzését, a protestáns egyházak üldöztetésének felszámolására, melyre csak a királynő halála után került sor. 1885-ben nagy tűzvész pusztított itt, ekkor a település nagyobb része leégett.
A település nagyobb birtokosai voltak: a 18. században a Beleznay család, gróf Beleznay Miklós, majd később a báró Bánffyak, báró Vay Miklós és gróf Vay Ábrahám.
A 20. század elején Pest-Pilis-Solt-Kiskun vármegye Alsódabasi járásához tartozott. 1910-ben 3464 lakosából 1596 római katolikus, 1761 református és 88 izraelita volt.

## Közélete

### Polgármesterei
- 1990–1994: Ifj. Szatmári Benő (FKgP-MDF)[7]
- 1994–1998: Ifj. Szatmári Benő (FKgP)[8]
- 1998–2002: Ifj. Szatmári Benő (FKgP-Fidesz)[9]
- 2002–2006: Szatmári Benő (független)[10]
- 2006–2010: Somogyi Béla (független)[11]
- 2010–2014: Somogyi Béla (független)[12]
- 2014–2019: Somogyi Béla (független)[13]
- 2019–2024: Nagy András Gábor (független)[14]
- 2024– : Nagy András Gábor (független)[1]

## Népesség
A település népességének változása:
| Lakosok száma | 5160 | 5165 | 5174 | 5160 | 5277 | 5265 | 5241 |
|               | 2013 | 2014 | 2018 | 2021 | 2022 | 2023 | 2024 |

A 2011-es népszámlálás során a lakosok 85%-a magyarnak, 0,6% cigánynak, 0,6% németnek, 2% románnak mondta magát (14,8% nem nyilatkozott; a kettős identitások miatt a végösszeg nagyobb lehet 100%-nál). A vallási megoszlás a következő volt: római katolikus 35,2%, református 27,7%, evangélikus 0,6%, görög katolikus 0,4%, felekezeten kívüli 10,1% (25,2% nem nyilatkozott).
2022-ben a lakosság 88,5%-a vallotta magát magyarnak, 0,8% románnak, 0,6% németnek, 0,2% cigánynak, 0,2% ukránnak, 0,1-0,1% bolgárnak, lengyelnek és szlováknak, 1,4% egyéb, nem hazai nemzetiségűnek (11,4% nem nyilatkozott; a kettős identitások miatt a végösszeg nagyobb lehet 100%-nál). Vallásuk szerint 21,7% volt római katolikus, 18,9% református, 0,7% evangélikus, 0,5% görög katolikus, 0,3% ortodox, 0,8% egyéb keresztény, 0,6% egyéb katolikus, 13,1% felekezeten kívüli (43,3% nem válaszolt).

## Nevezetességei

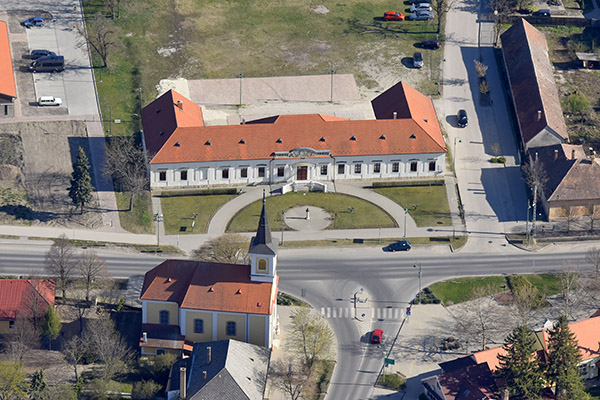
A Beleznay-kastély légi fotón, Bugyi

- Itt temették el hagyárosi Kendelényi Károlyt (1808-1850), aki az 1848/49-es országgyűlésben képviselőként dolgozott. Sírja ma is áll a temetőben.
- 2012-ben az országban az elsők egyikeként avattak fel szobrot a kulák áldozatok emlékére.[17] A szobor a fő téren található (Beleznay tér), a polgármesteri hivatal előtt.

- Ürbőn szikes tavak, sajátos madárvilággal
- Szégyenkő: Római kori kőoszlop a református templom kertjében, amelyet a református egyház 1783 és 1824 között szégyenkőnek használt.
- Beleznay-kastély: Bugyi község legrégibb építészeti emléke ez a műemlék barokk kúria, amelyet Beleznay János (Mária Terézia egykori tábornoka) építtetett az 1730-as években. Ez volt Beleznay első lakhelye. Az átépítések és a bontások miatt eredeti jellegzetességét szinte teljesen elvesztette, de a település önkormányzata mindent elkövet azért, hogy egykori arculatát visszanyerje az épület.
- Római katolikus templom: Szent Adalbert tiszteletére szentelt barokk templom (épült: 1761-1763)
- Forster-kastély (ma Vadászkastély): Az 1890-es évek elején épült úrilak Forster Kálmán tulajdonában volt. Forster Kálmán hatalmas birtokain kezdte meg egy korszerű árutermelő gazdaság megszervezését, amelynek eredményeként egy évtized alatt jelentős változás következett be a művelési ágak területén. A kastély ma magánkézben van, étterem van benne és szálláshelyként hasznosítják, elsősorban a Bugyin és környékén rendezett vadászati rendezvényekre látogatók részére. Vadászidényben külföldről is számos vadász látogat el ide.
- Tájház

## Testvérvárosai
- Körösfő, Románia

## Képgaléria

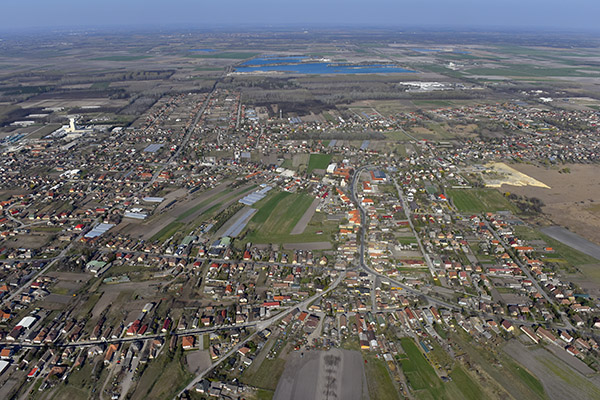
Bugyi község látképe madártávlatból
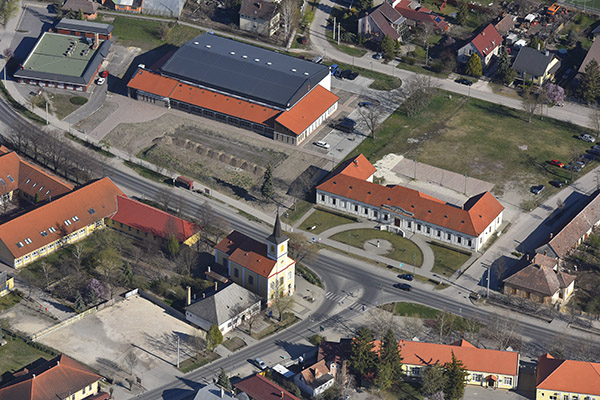
Bugyi légi felvételen
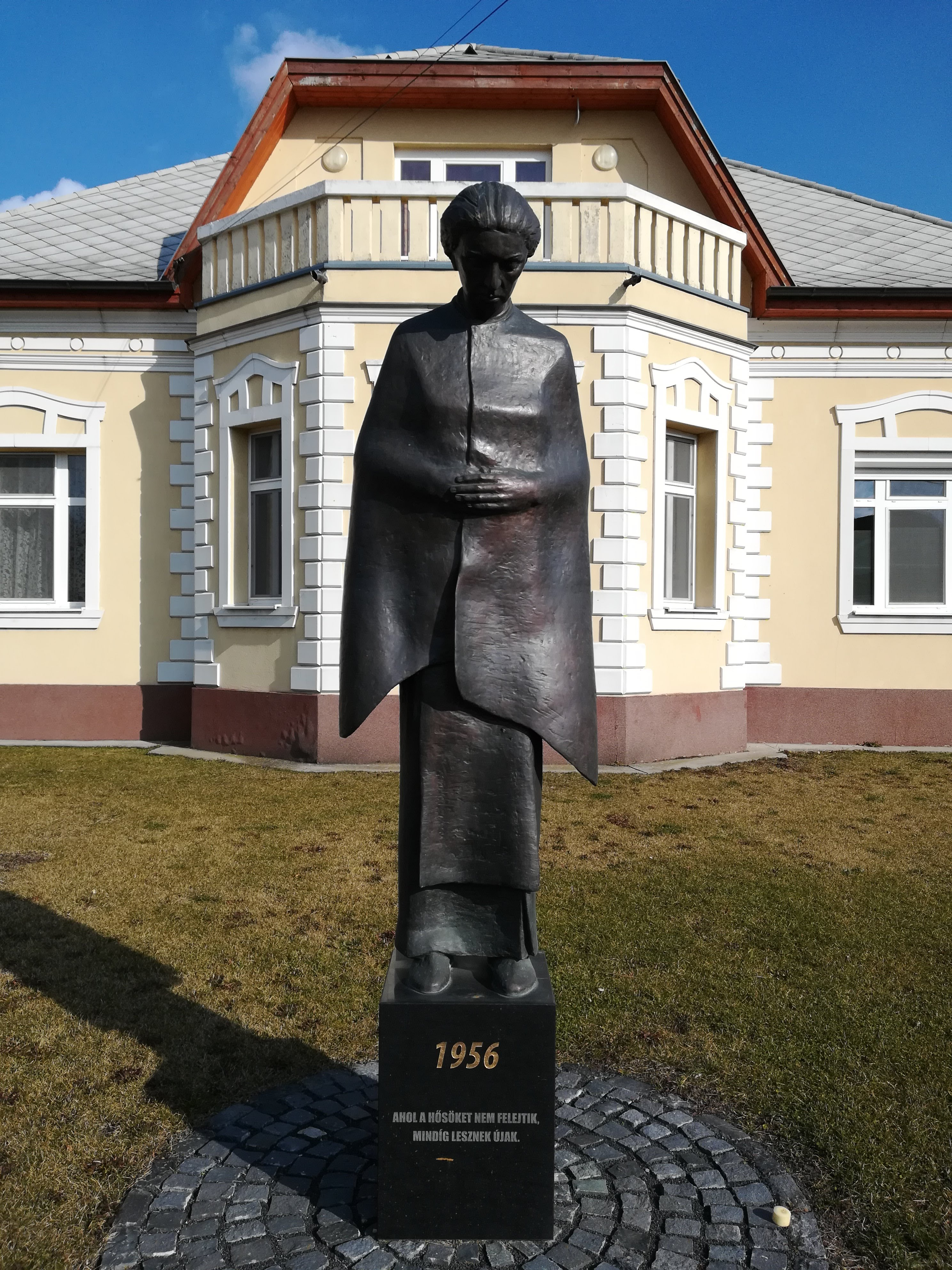
1956-os forradalom és szabadságharc emlékműve
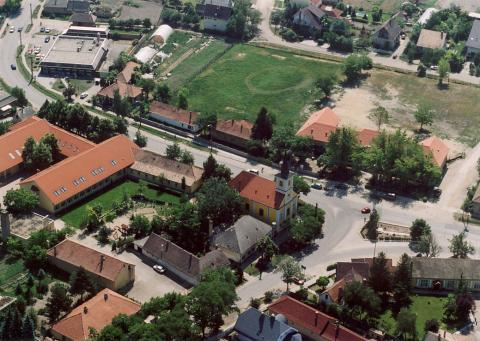
A katolikus templom, a Beleznay-kastély és a Sportcsarnok előtti sportpálya
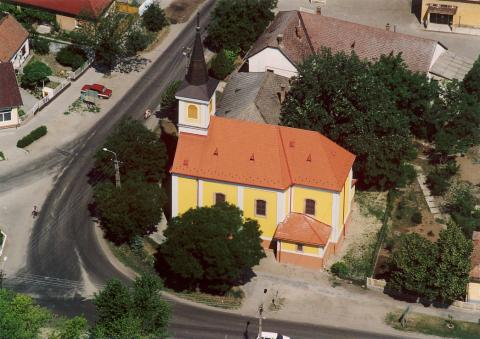
A Szent Adalbert katolikus templom
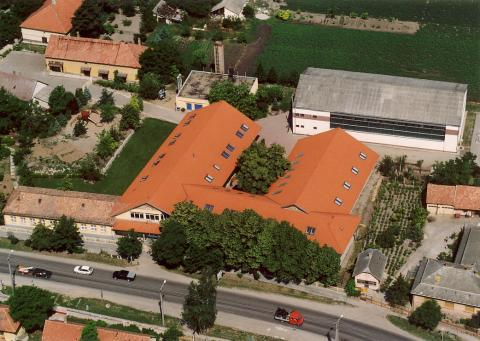
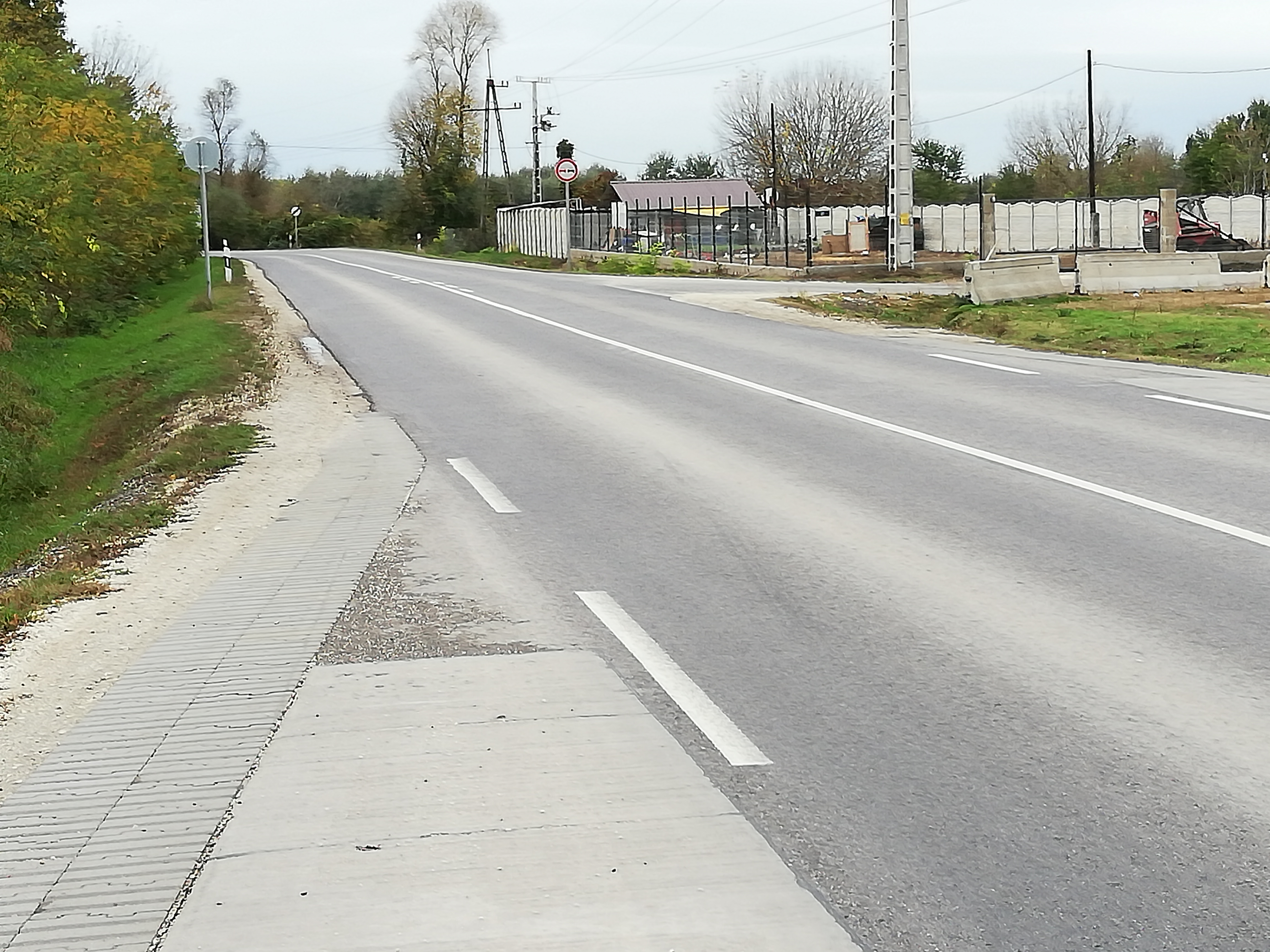
A faluba vezető 52 104-es út az 5-ös főút felől, Bugyi irányába nézve
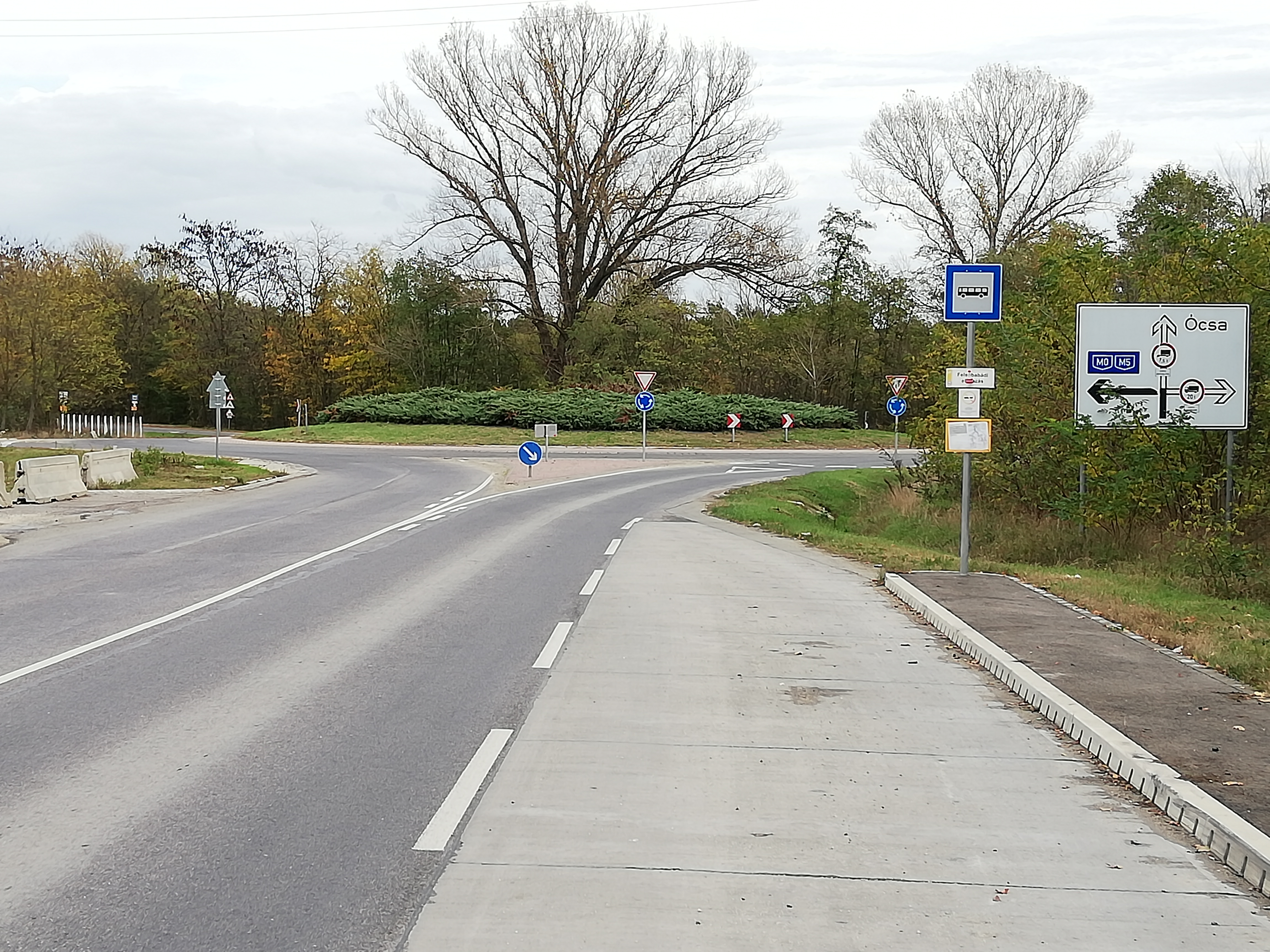
Az 52 104-es út és az 5-ös főút körforgalmú csomópontja